# Muzeul Național al Țăranului Român
Muzeul Național al Țăranului Român este unul dintre cele mai diversificate muzee din familia europeană a muzeelor de arte și tradiții populare. Este situat în București pe Șoseaua Kiseleff, lângă Piața Victoriei. Clădirea unde se află actualul muzeu a fost construită în perioada 1912-1941, după planurile arhitectului N. Ghica-Budești.
În 1953, clădirea adăpostea Muzeul Lenin-Stalin, apoi Muzeul Partidului, iar de la 5 februarie 1990, în clădire a fost reinstalat Muzeul, înființat în 1906, redenumit Muzeul Țăranului Român.

## Istoric, descriere
Muzeul Național al Țăranului Român este continuatorul Muzeului de Etnografie, de Artă Națională, Artă Decorativă și Artă Industrială înființat la 13 iulie 1906. Din 1912, muzeul s-a numit Muzeul de Etnografie și Artă Națională, Muzeul de Artă Națională, din 1915, Muzeul de Artă Națională Carol I, iar, mai apoi, Muzeul de Artă Populară al Republicii Populare Romîne, respectiv, Muzeul de Artă Populară al Republicii Socialiste România. În 1978, muzeul s-a unit cu Muzeul Satului sub denumirea de Muzeul Satului și de Artă Populară. Muzeul este patronat de Ministerul Culturii. 
Prin Hotărârea Guvernului nr. 40/17 ianuarie 2007, Muzeul a căpătat statutul de muzeu de importanță națională, devenind Muzeul Național al Țăranului Român.

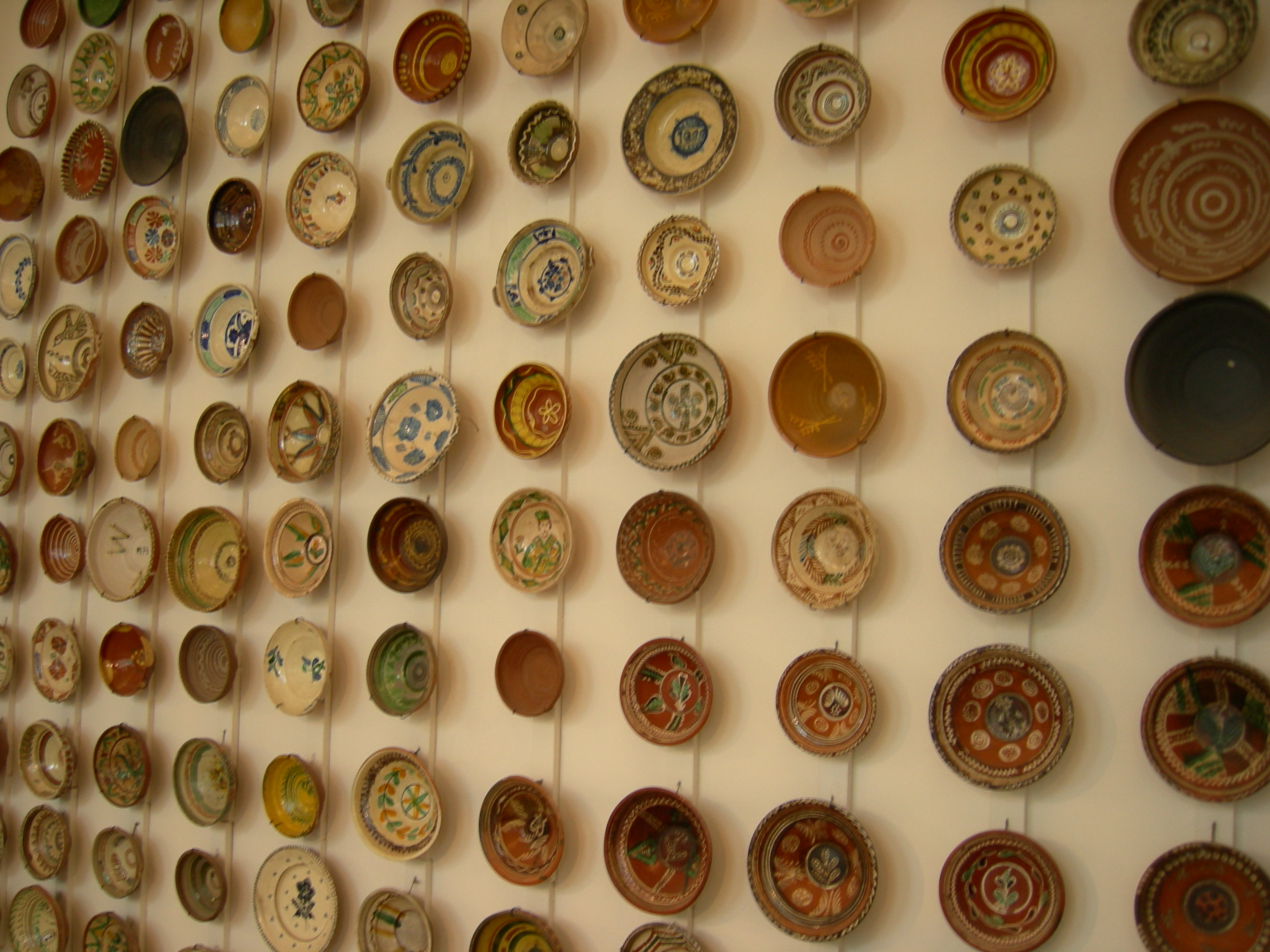
Colecție de farfurii la Muzeul Țaranului Român

Muzeul a devenit cunoscut pentru colecțiile sale formate din 100.000 de obiecte. De la fondarea sa de către Horia Bernea pe 5 februarie 1990, funcționează într-o clădire în stil neoromânesc, declarată monument istoric. Muzeografia sa specifică i-a adus în mai 1996 Premiul Muzeul European al Anului, acordat de Forumul Muzeului European.

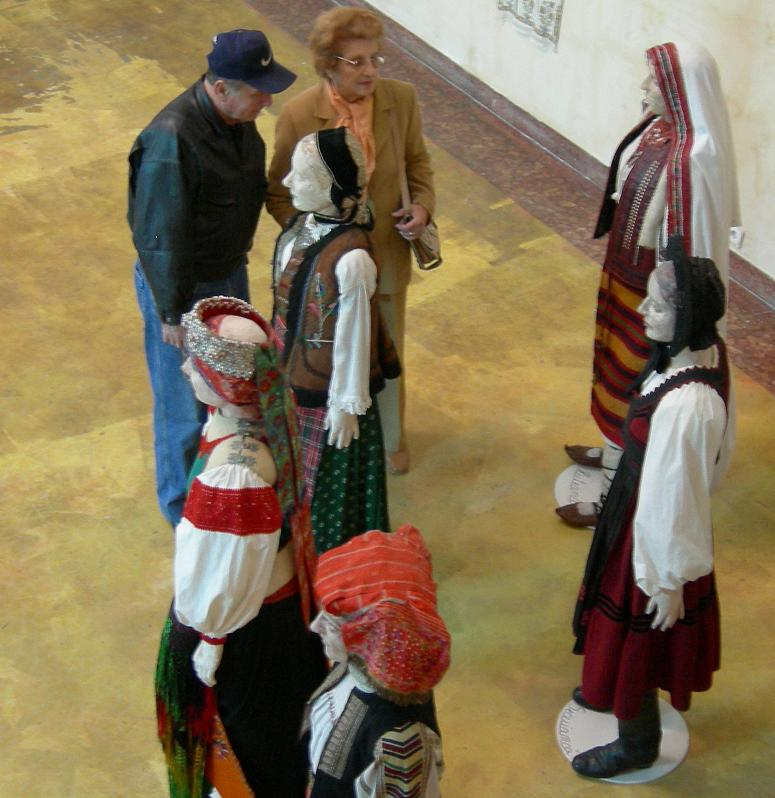
Colecția de costume populare

Clădirea, ilustrare a stilului neoromânesc inspirat din tradiția brâncovenească, dispusă în forma incintelor de tip monastic, a fost finalizată în anul 1941, luînd înfățișarea actualului monument de arhitectură. Zidăria aparentă din cărămidă roșie, arcadele și elementele traforate, foișorul amintind de clopotnițele vechilor mănăstiri, conferă clădirii somptuozitatea unui adevărat palat al artei.
Muzeul deține colecții de ceramică, port popular, țesături pentru interior, lemn, mobile, feronerie, scoarțe. În curtea muzeului dinspre bulevardul Ion Mihalache a fost montată o biserică din lemn, monument istoric din secolul al XVIII-lea, strămutată aici în anul 1992.

## Directori
- Horia Bernea — 1990 - 2000
- Irina Nicolau (interimar) — 2000 - 2001
- Dinu C. Giurescu — 2001 - 2005
- Vintilă Mihăilescu — 2005 - 2010
- Virgil Ștefan Nițulescu — 2010 - august 2016
- Liliana Passima (interimar) — august 2016 - ianuarie 2019
- Virgil Ștefan Nițulescu — ianuarie 2019 - prezent

## Premii
Muzeul Țăranului Român a obținut în 1996 trofeul EMYA (Premiul Muzeul European al Anului).

## Imagini

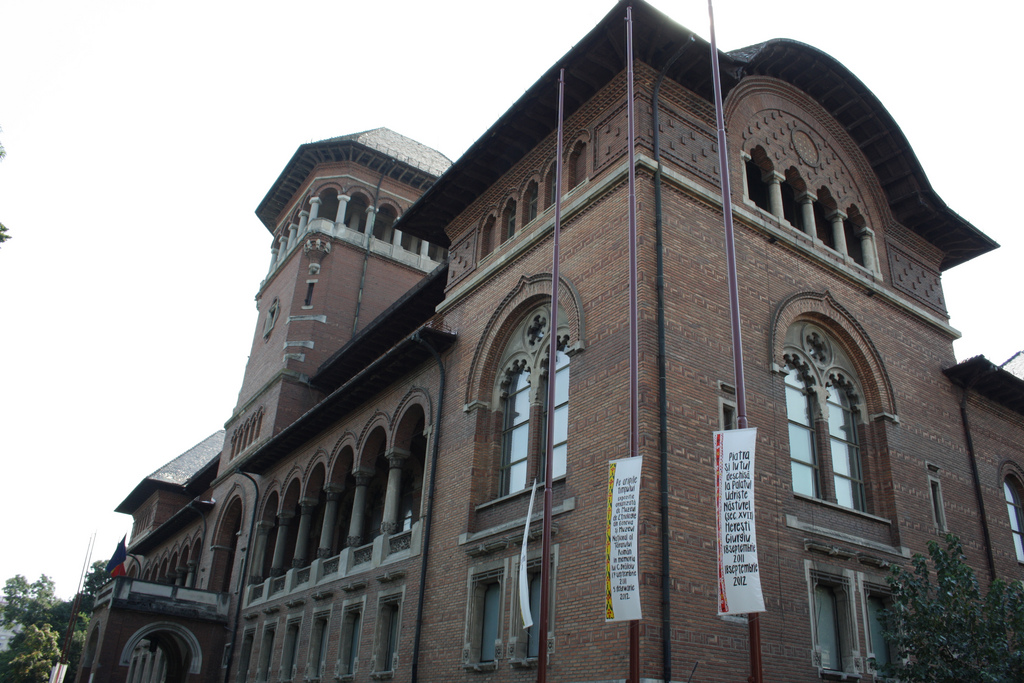
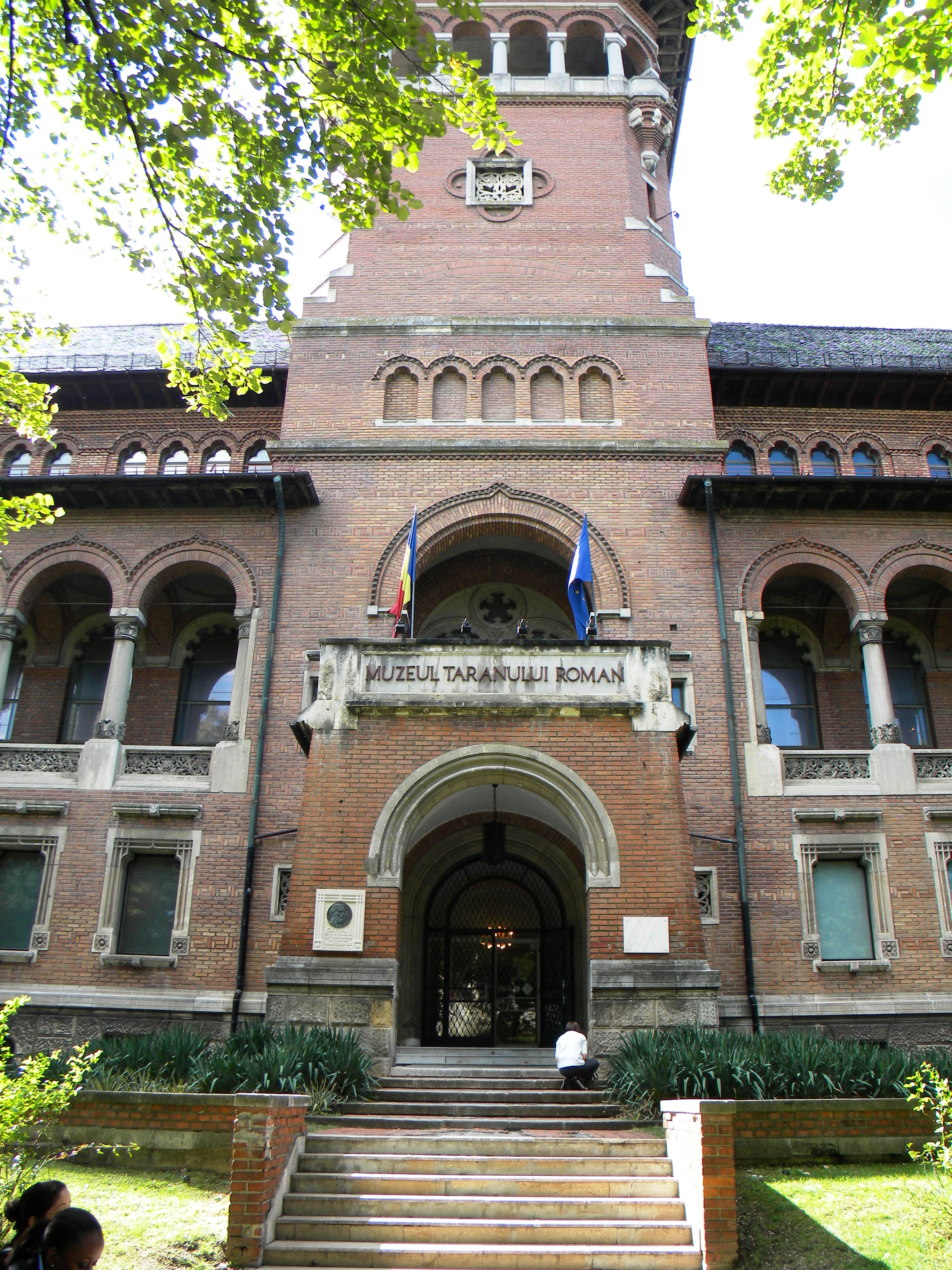
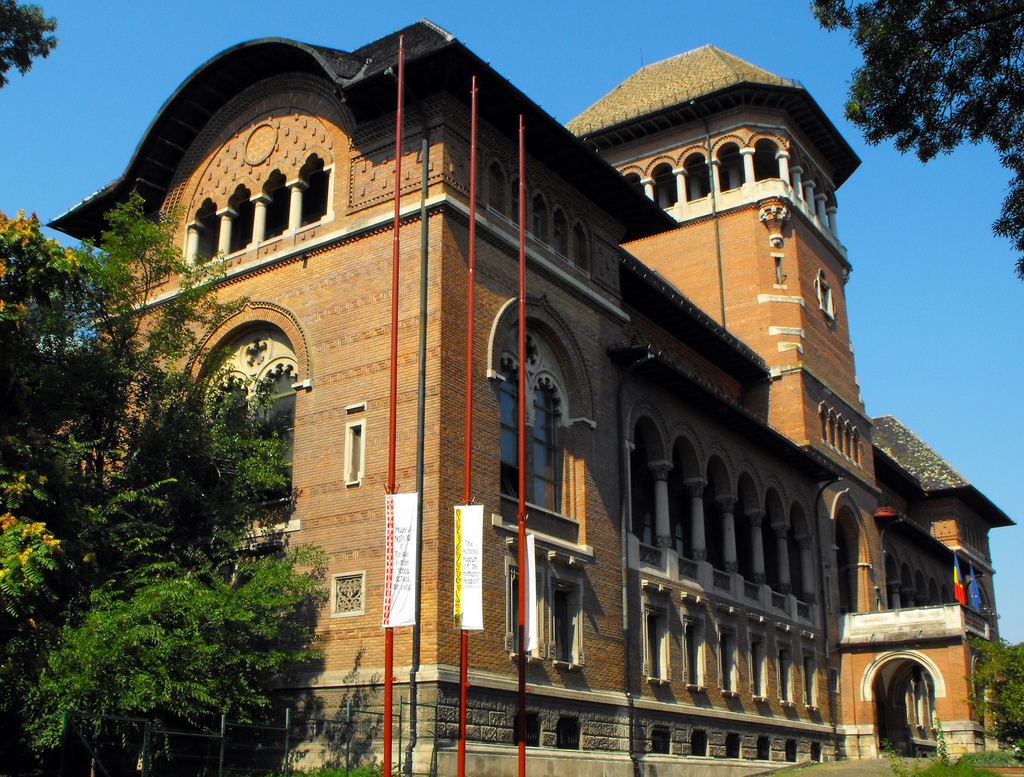
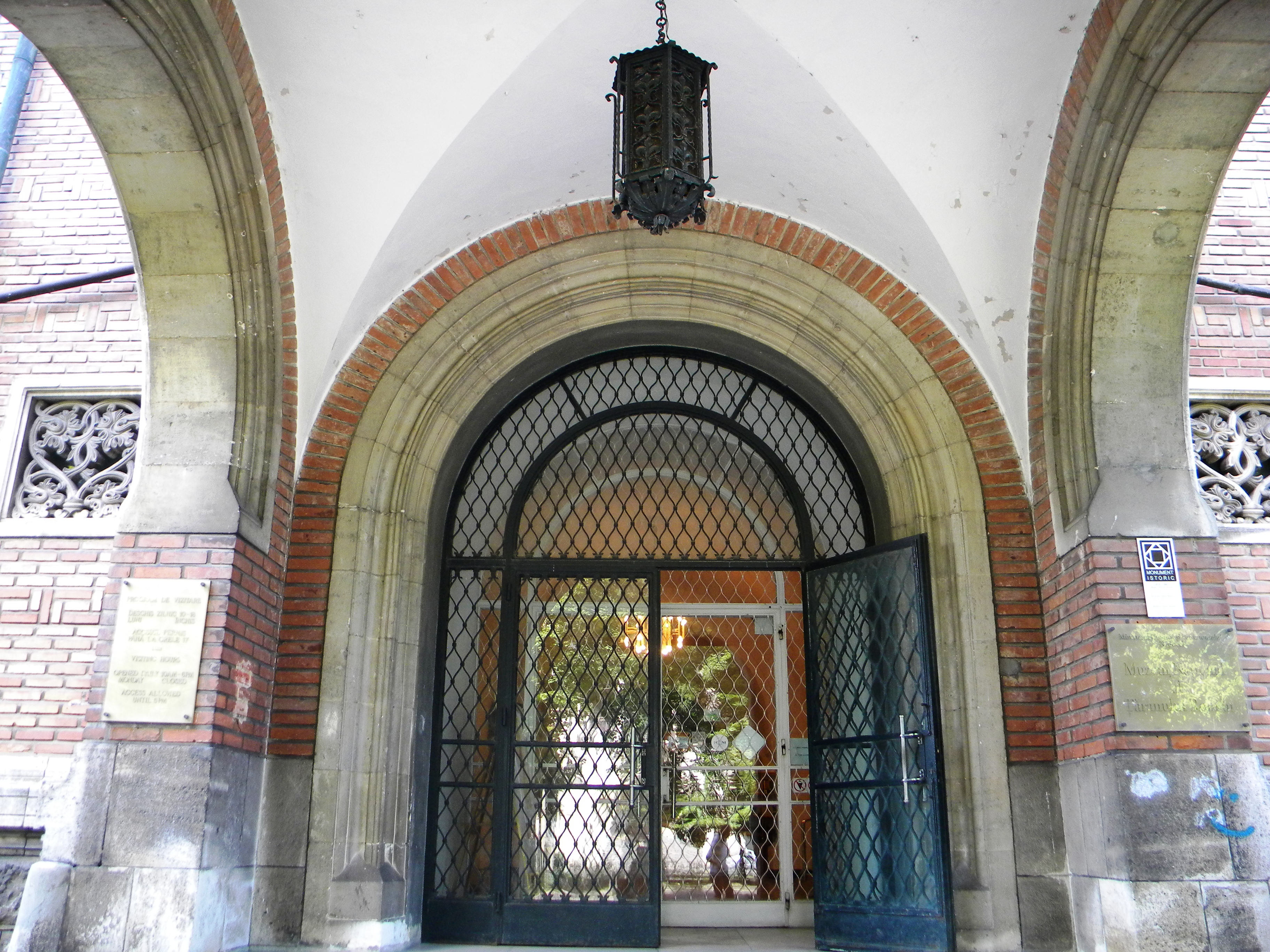
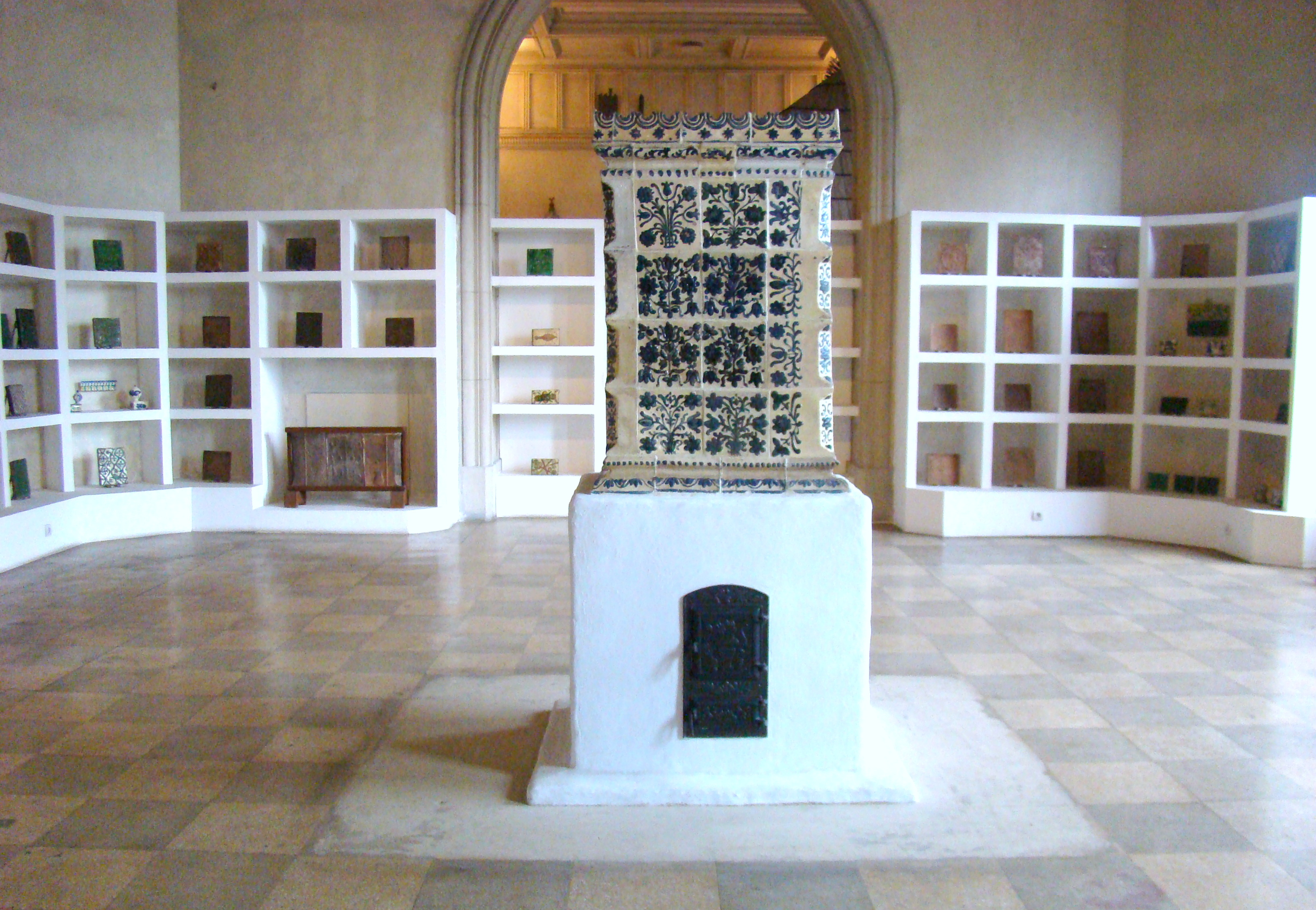
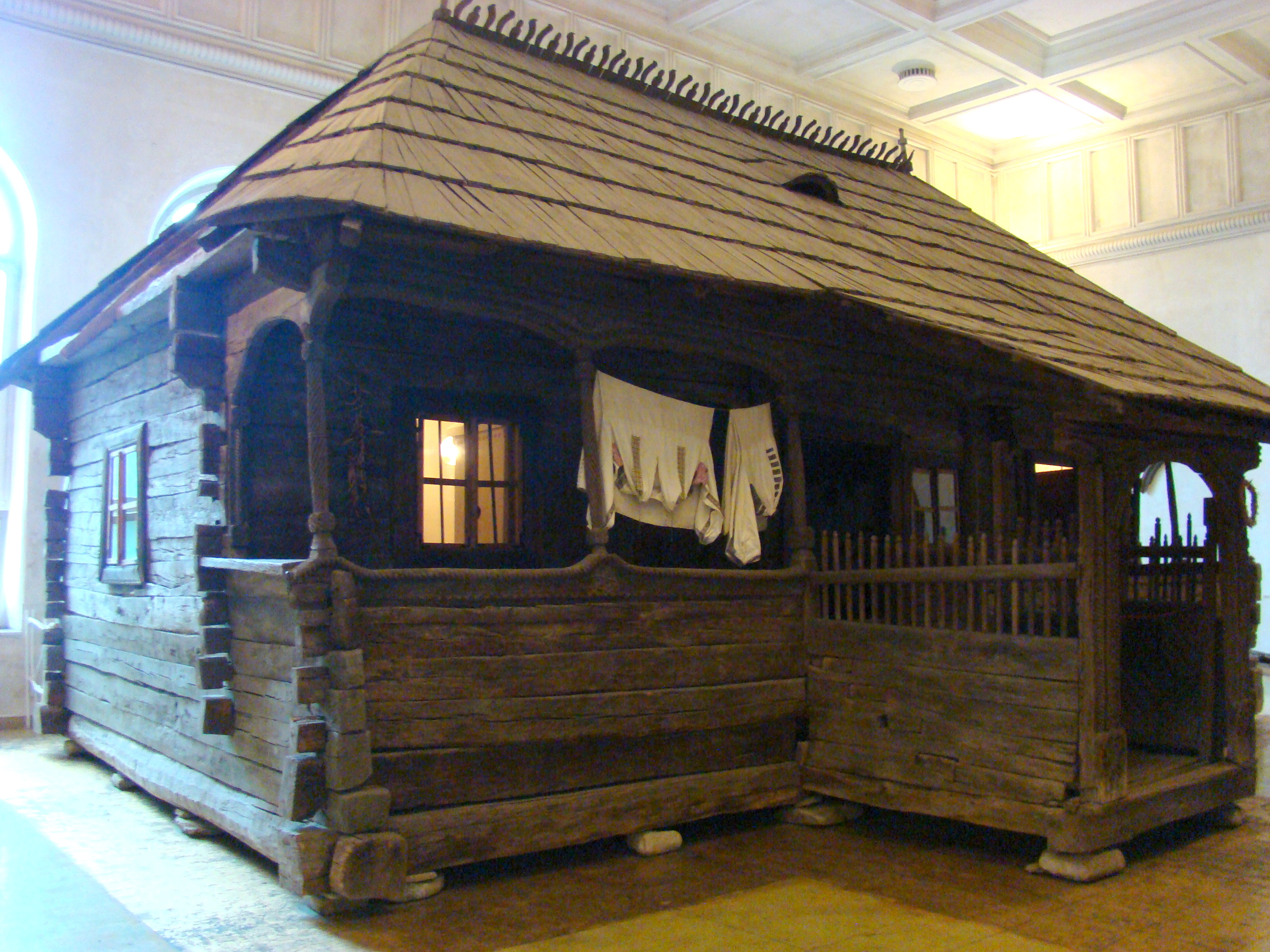
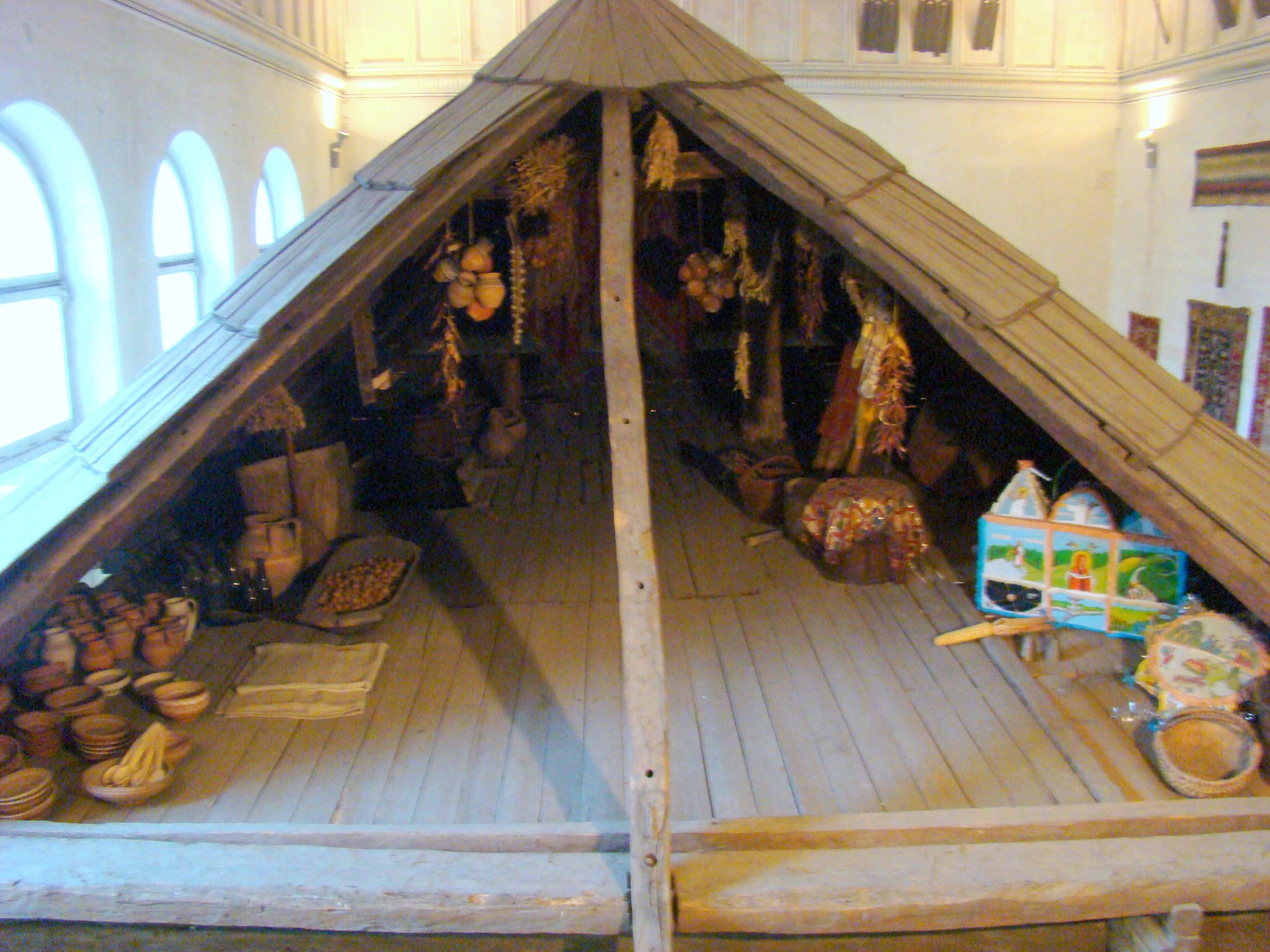
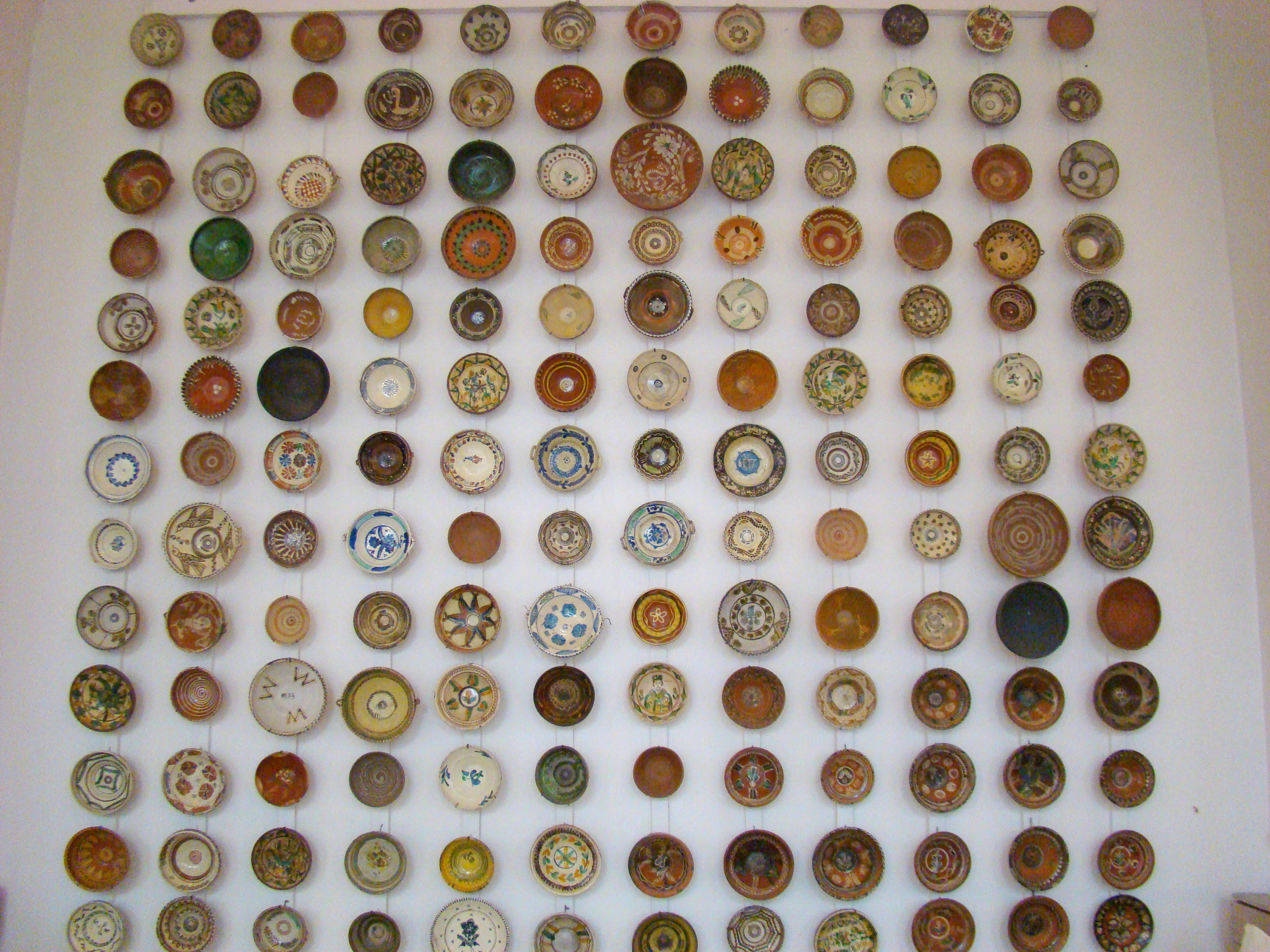
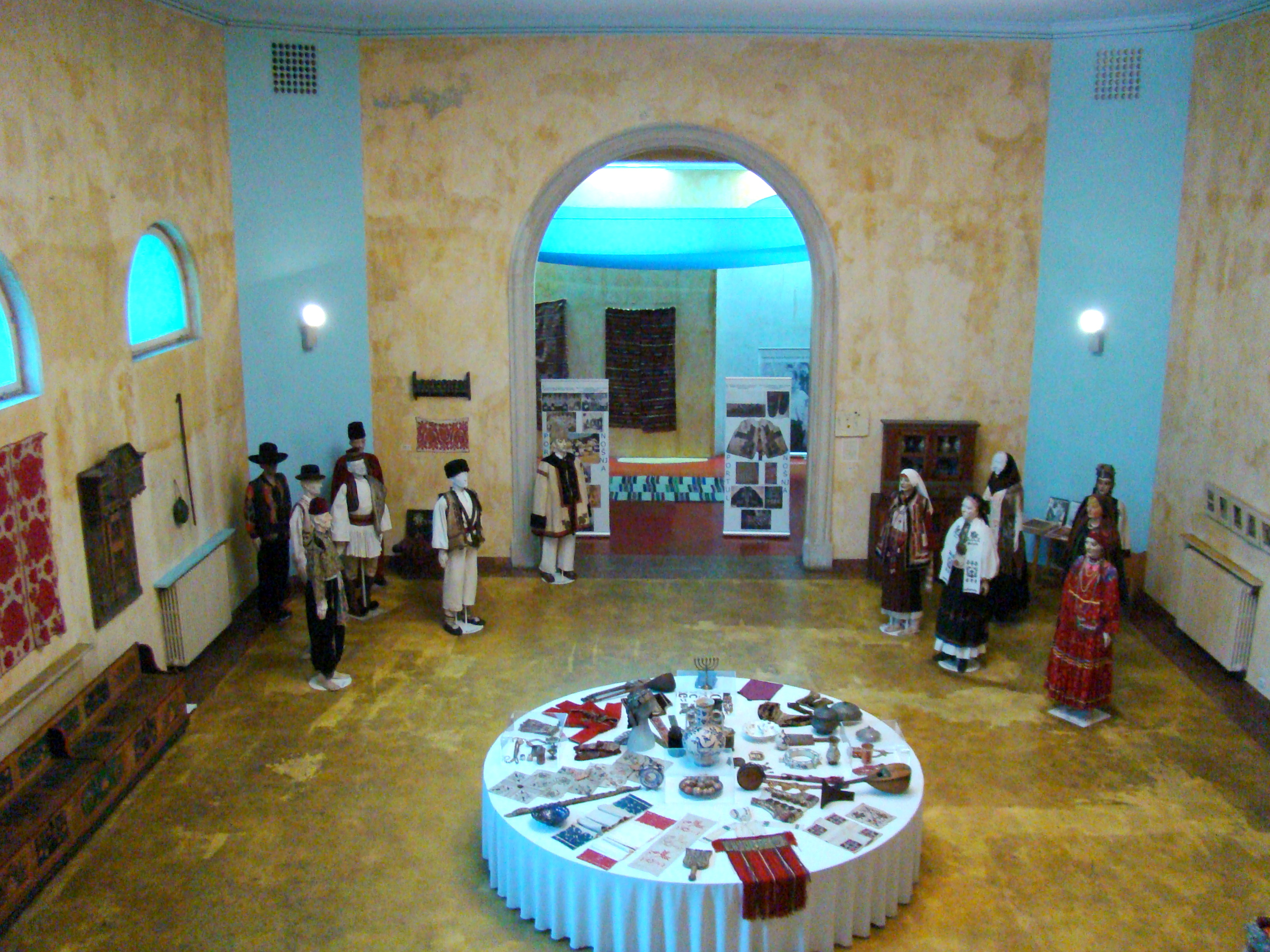
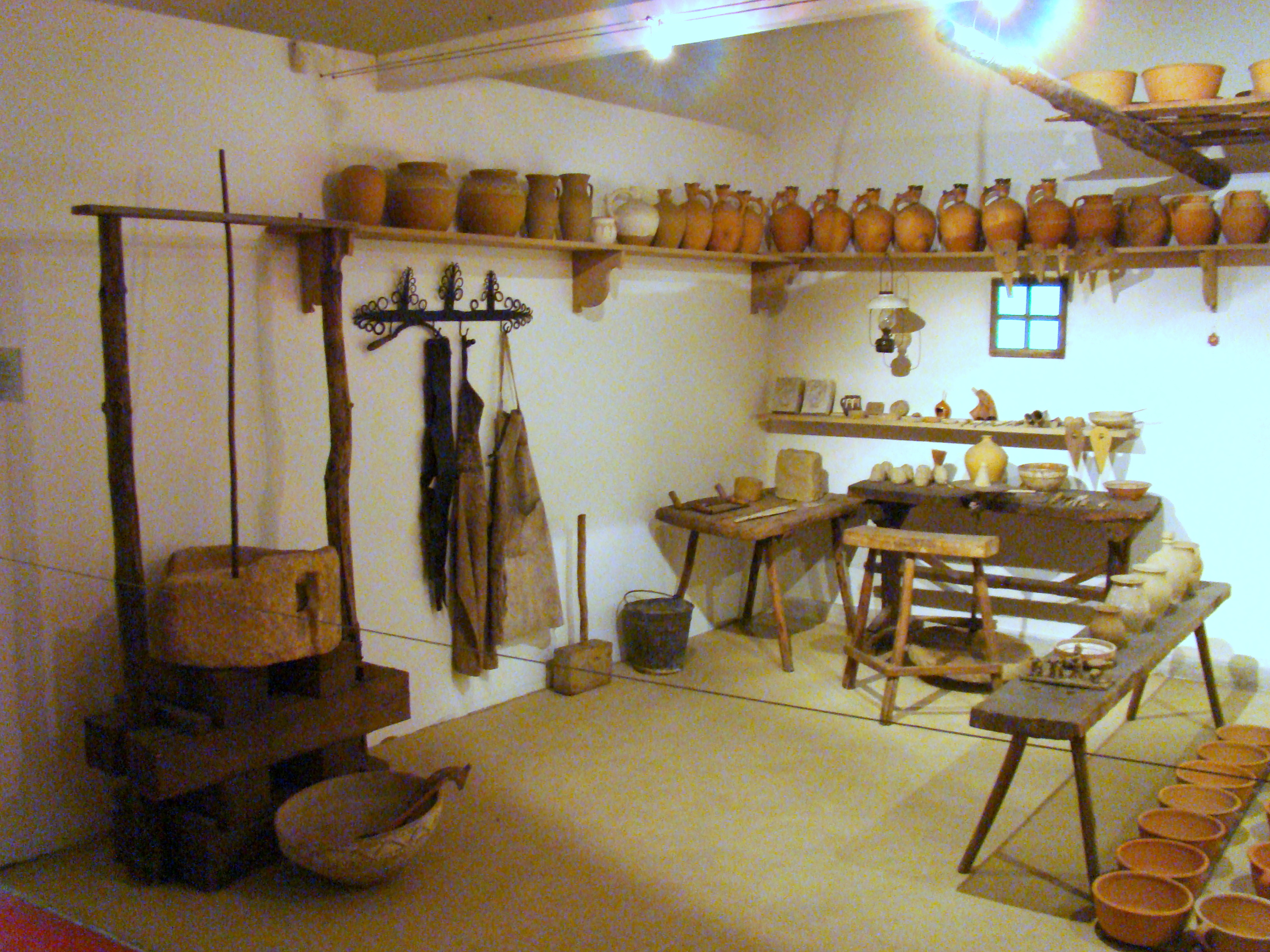
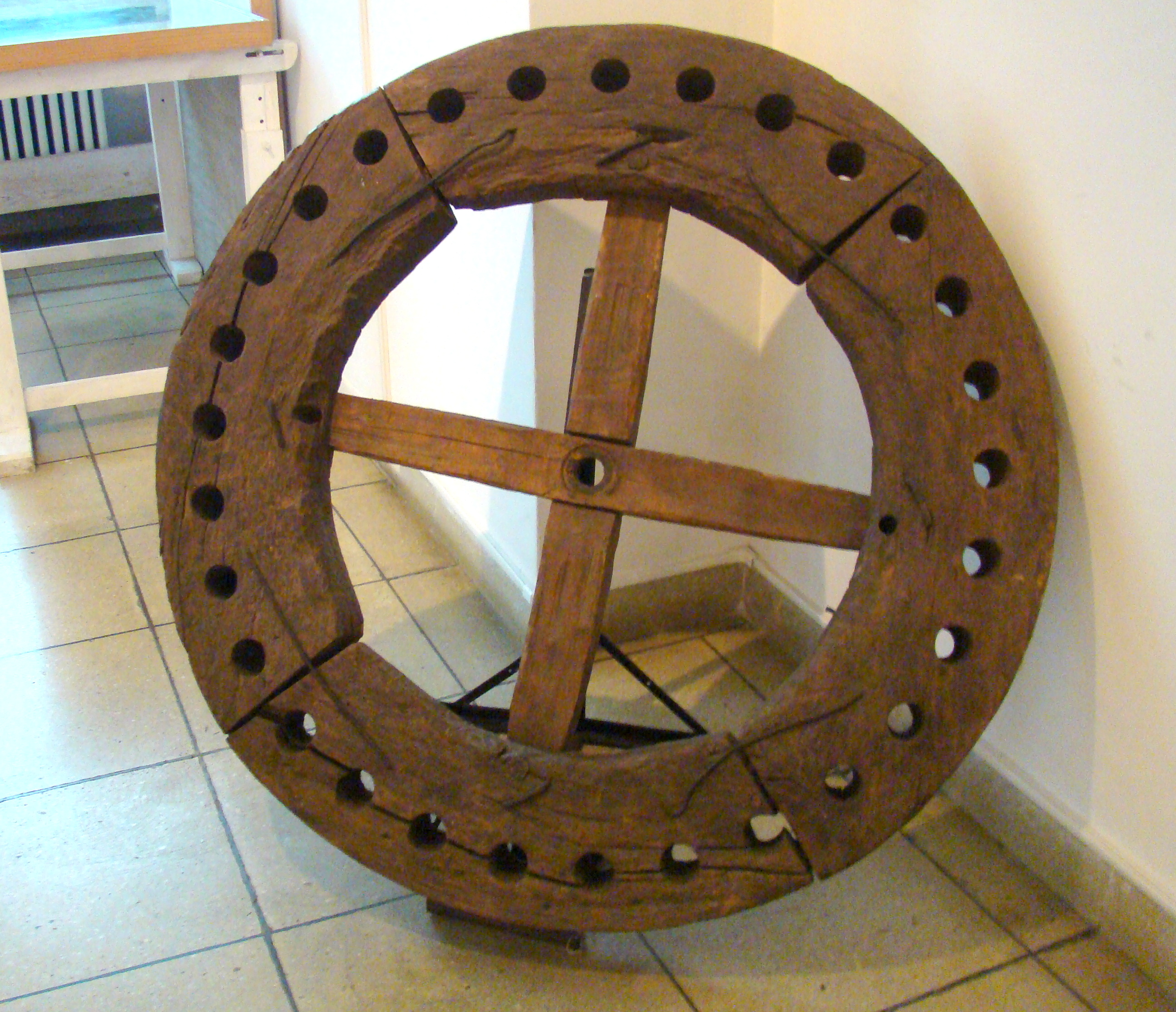
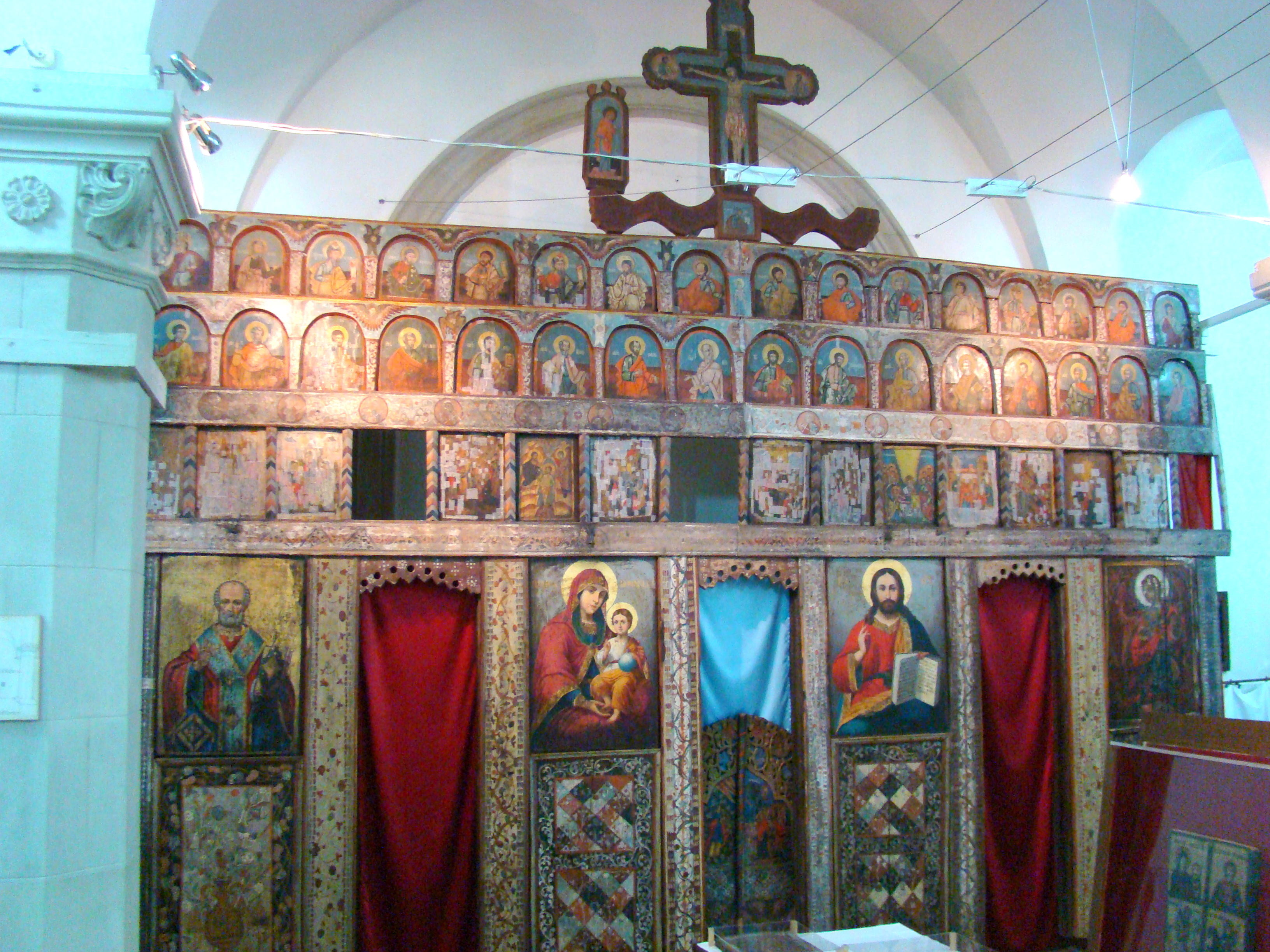
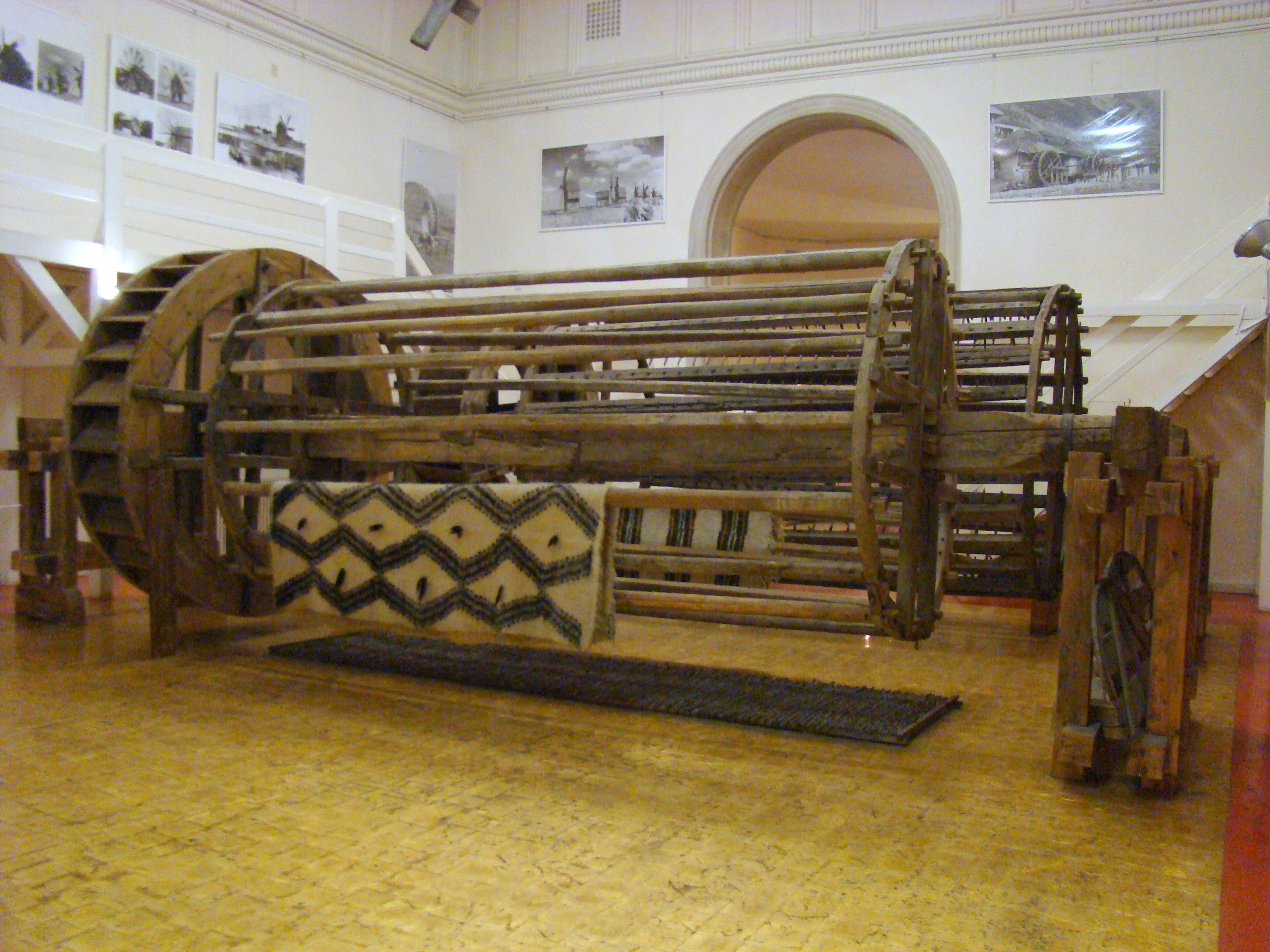
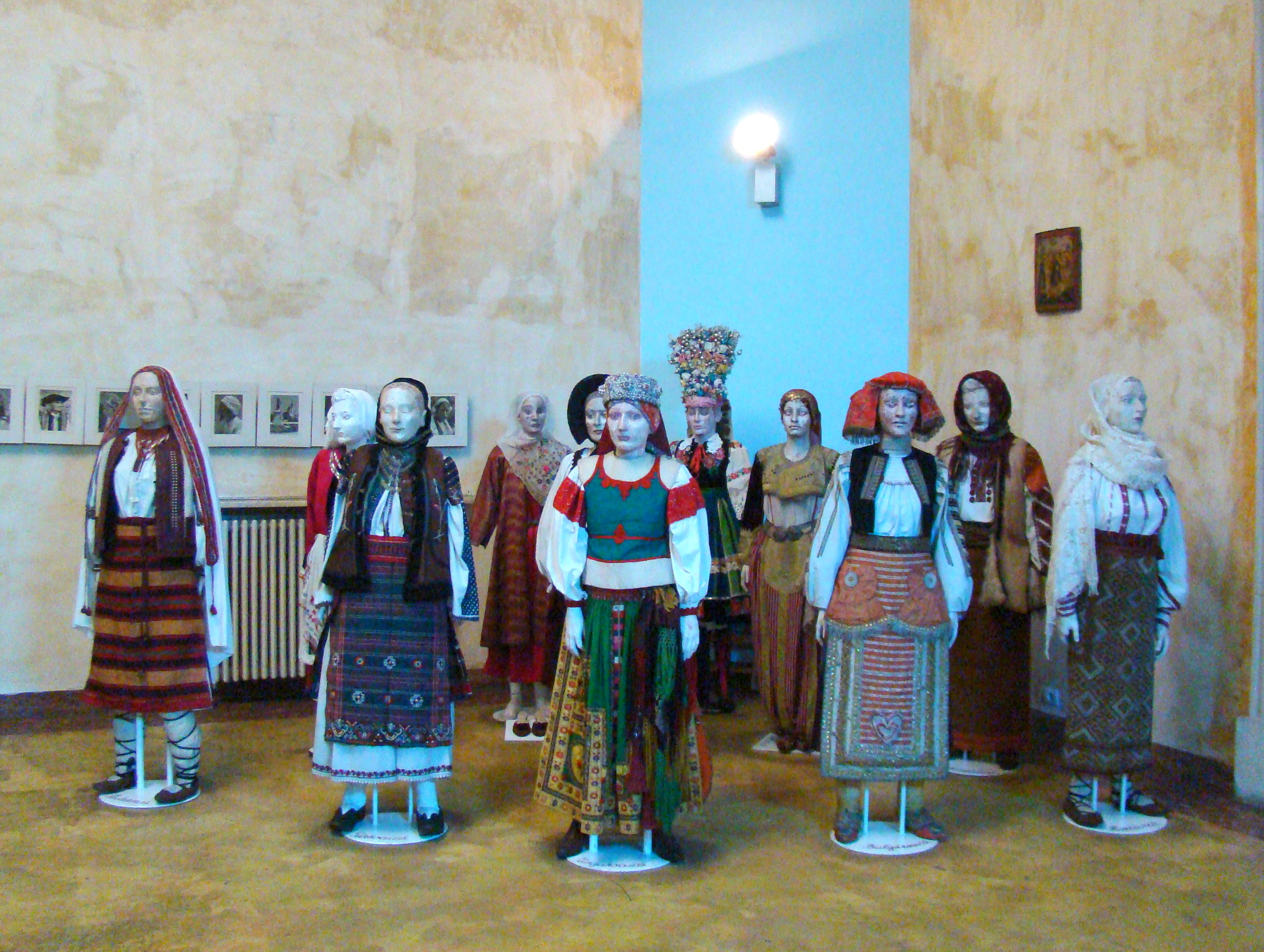
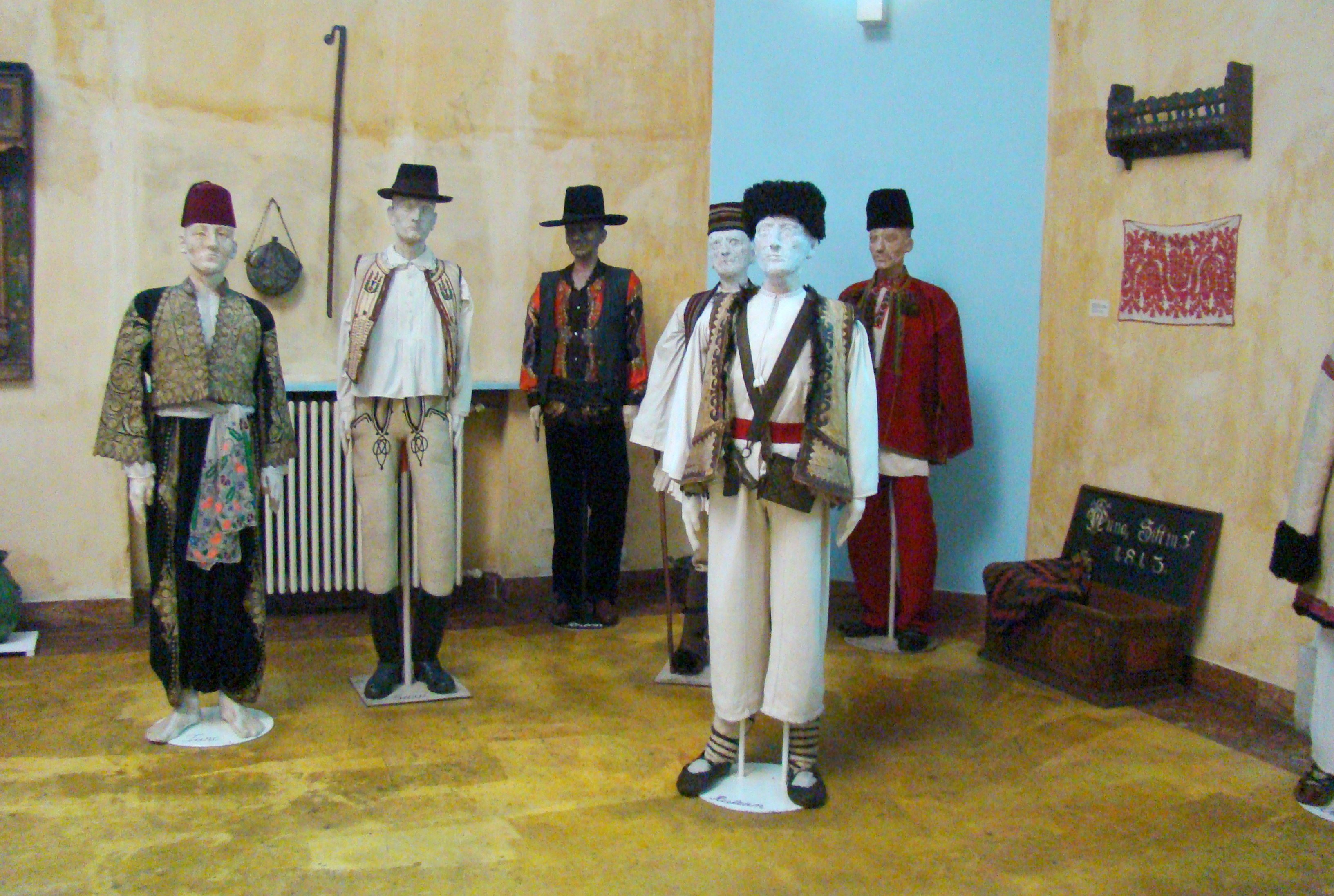
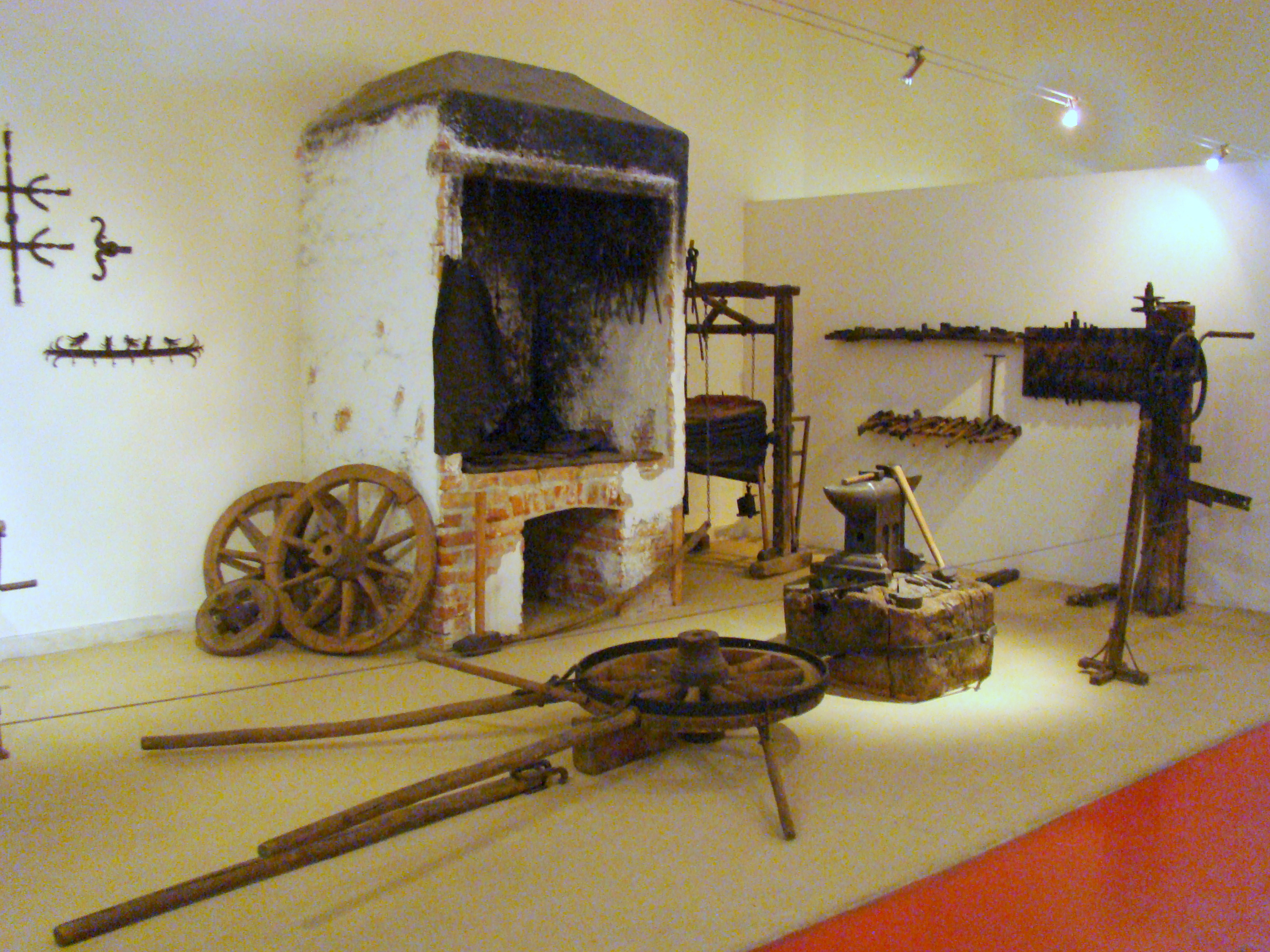
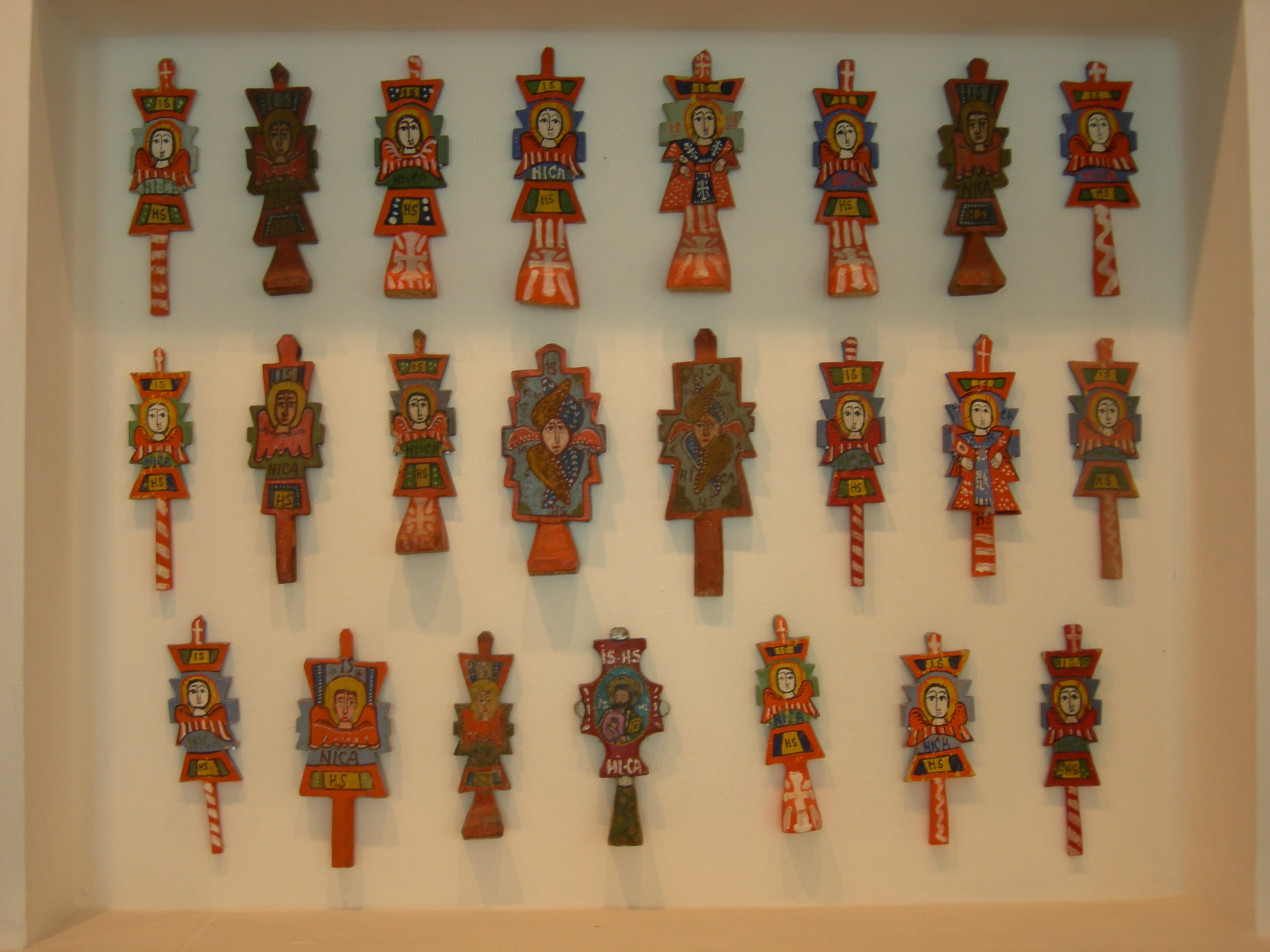
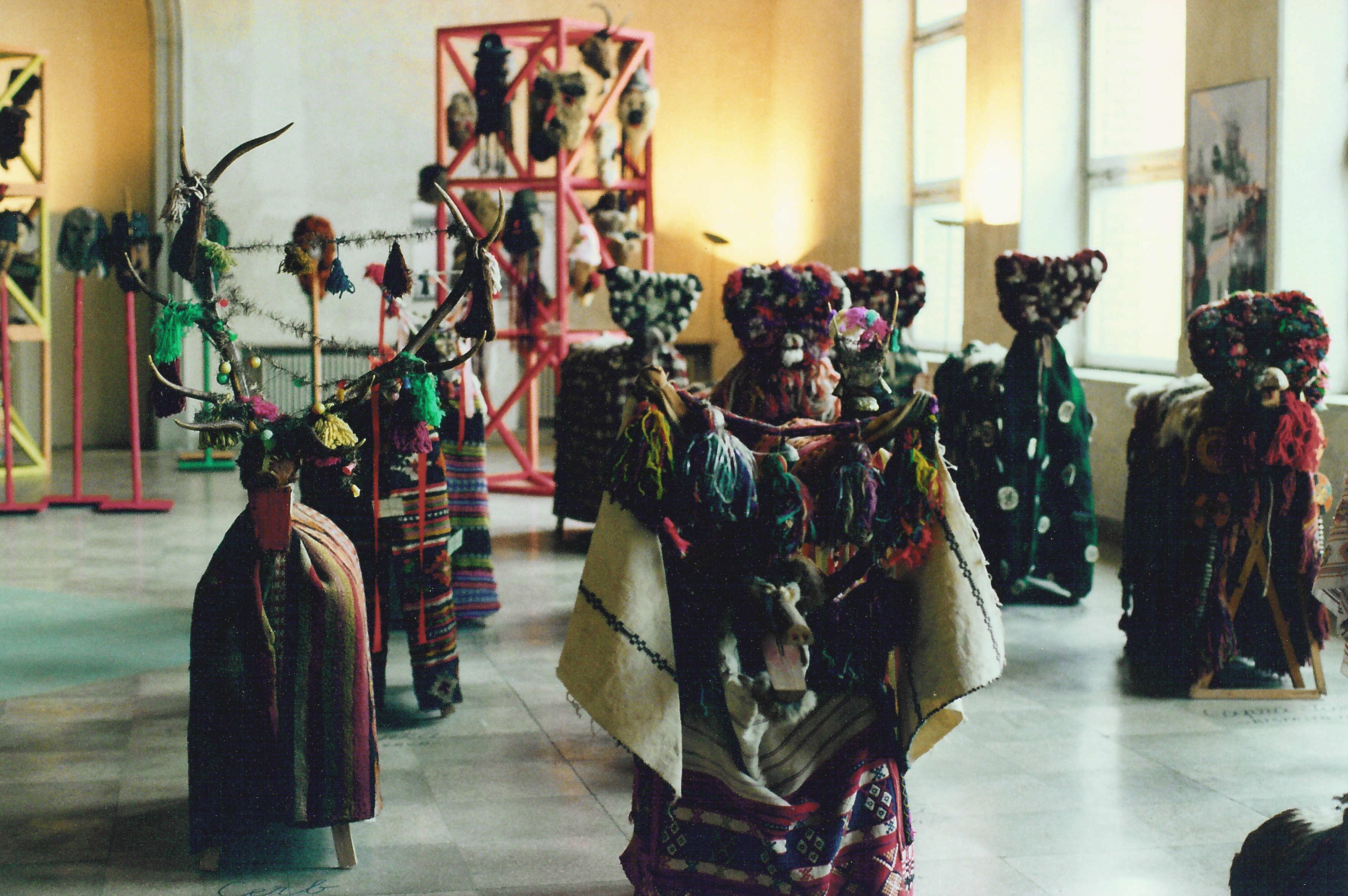
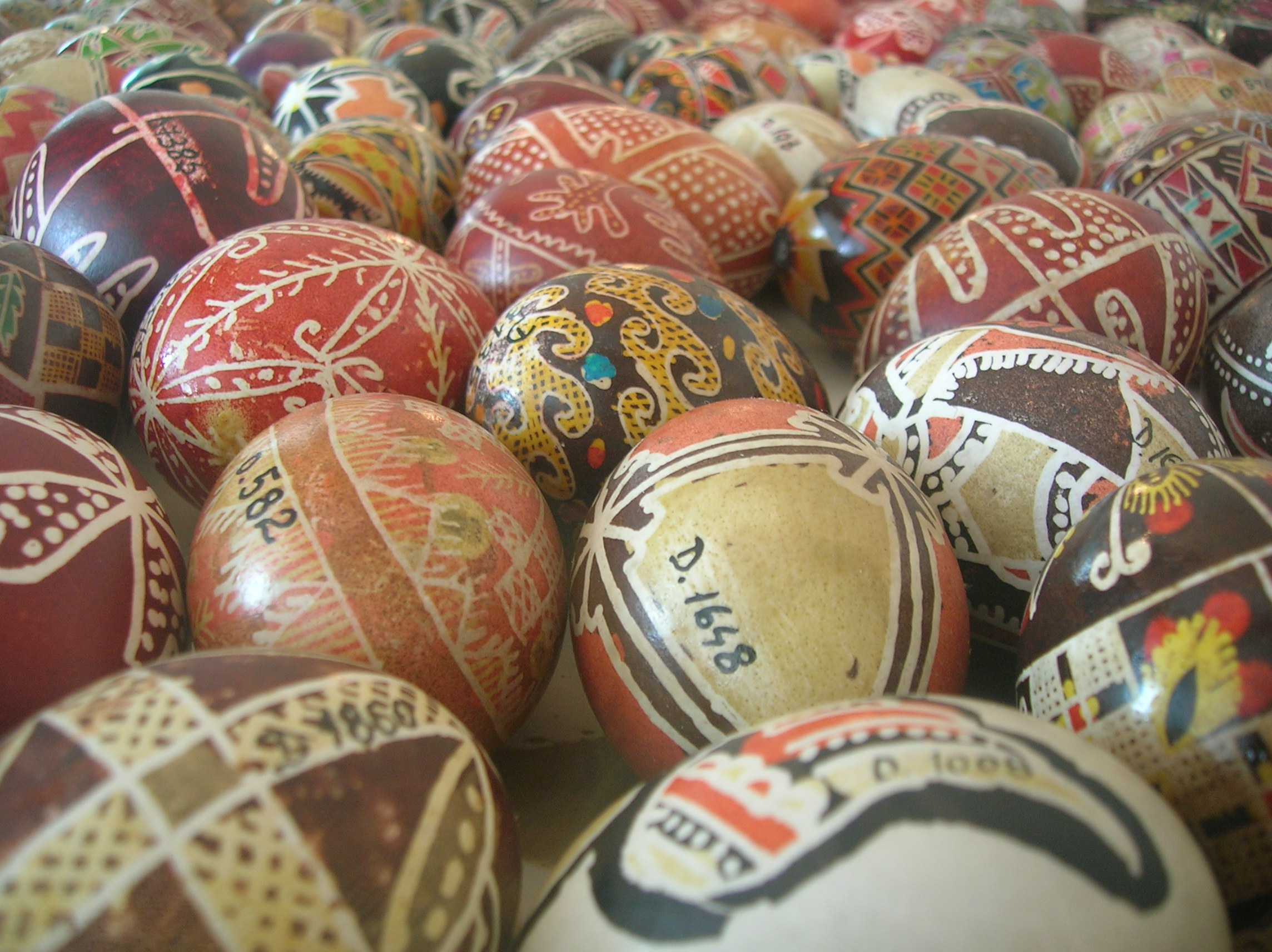
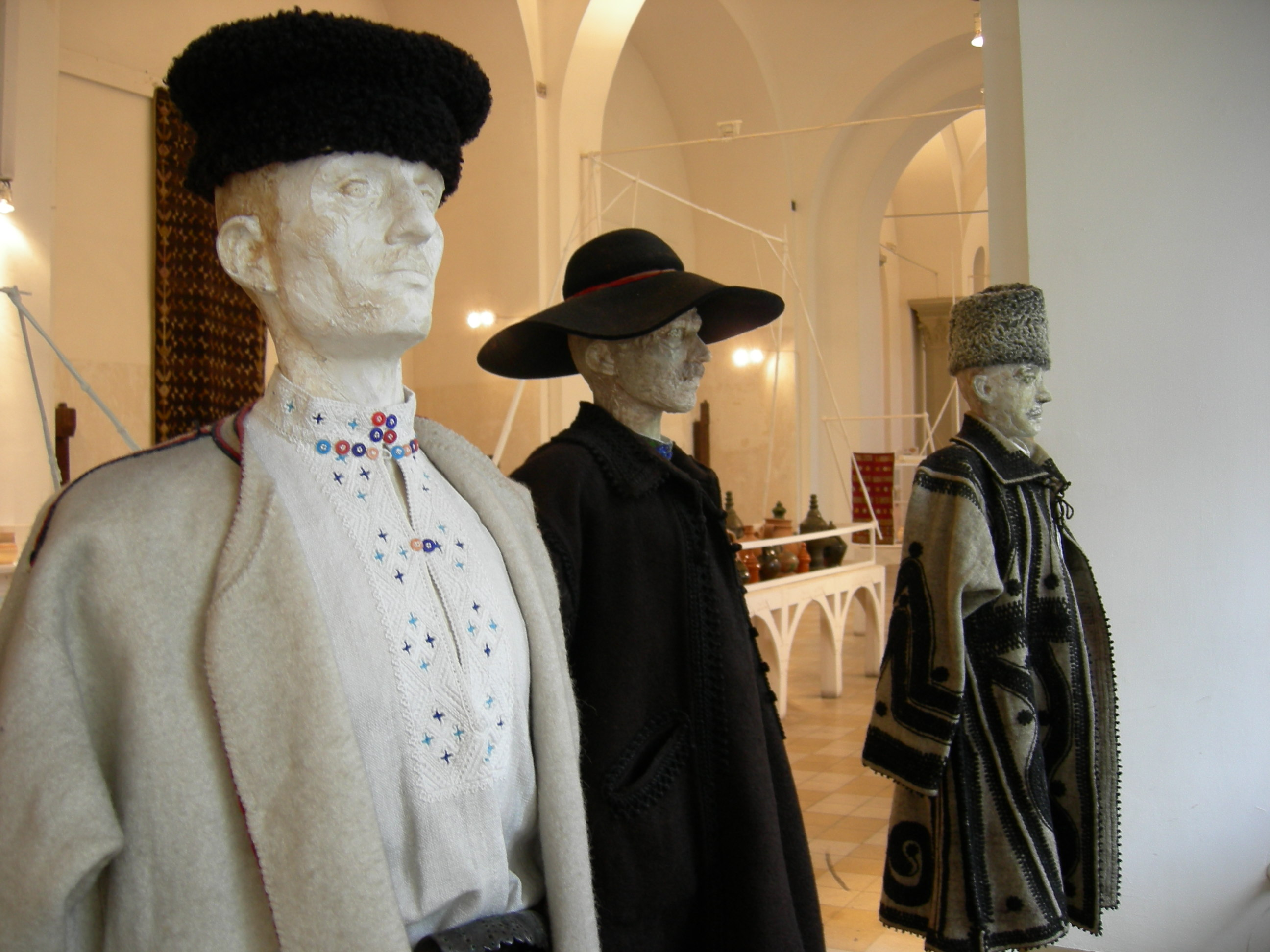
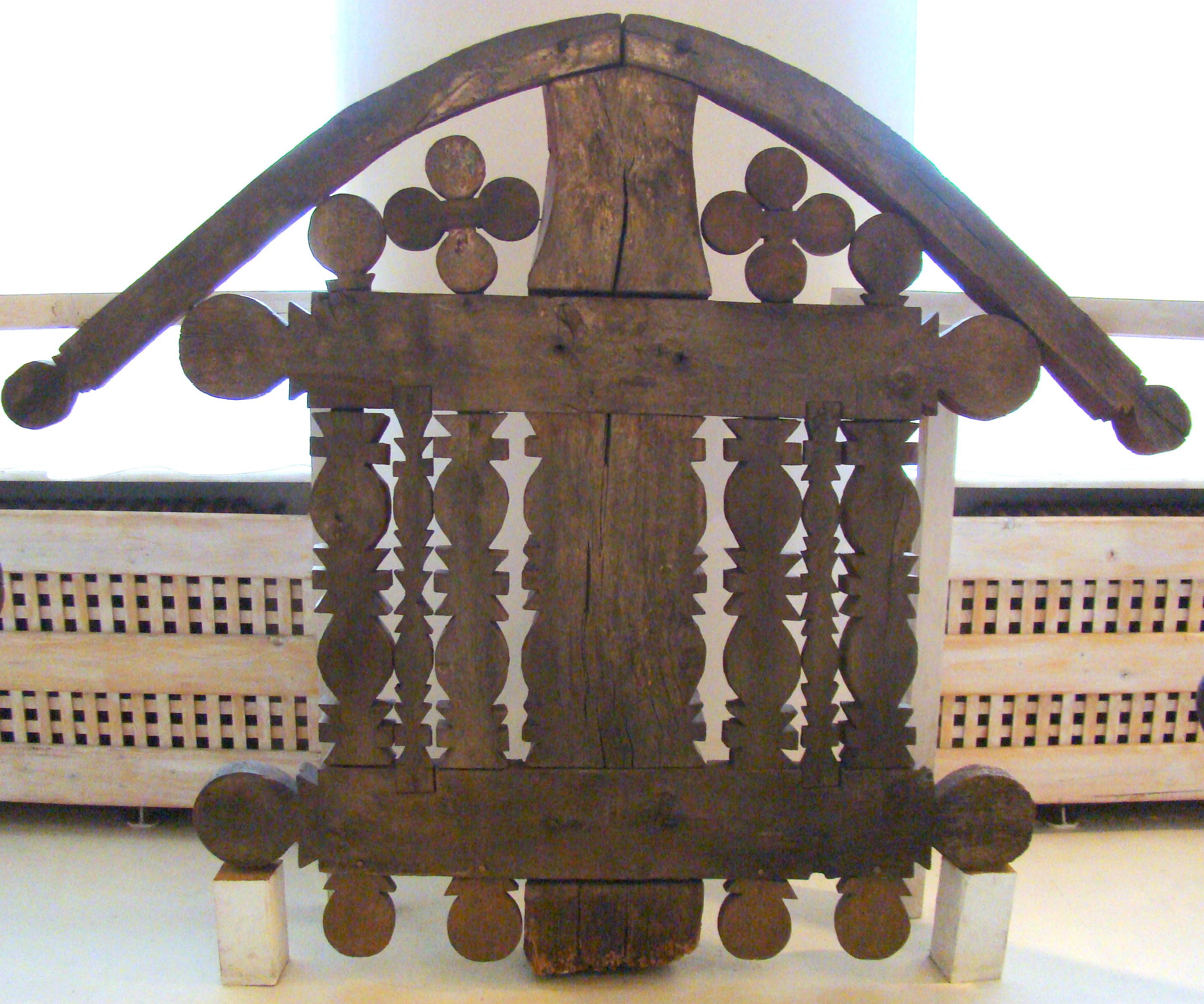
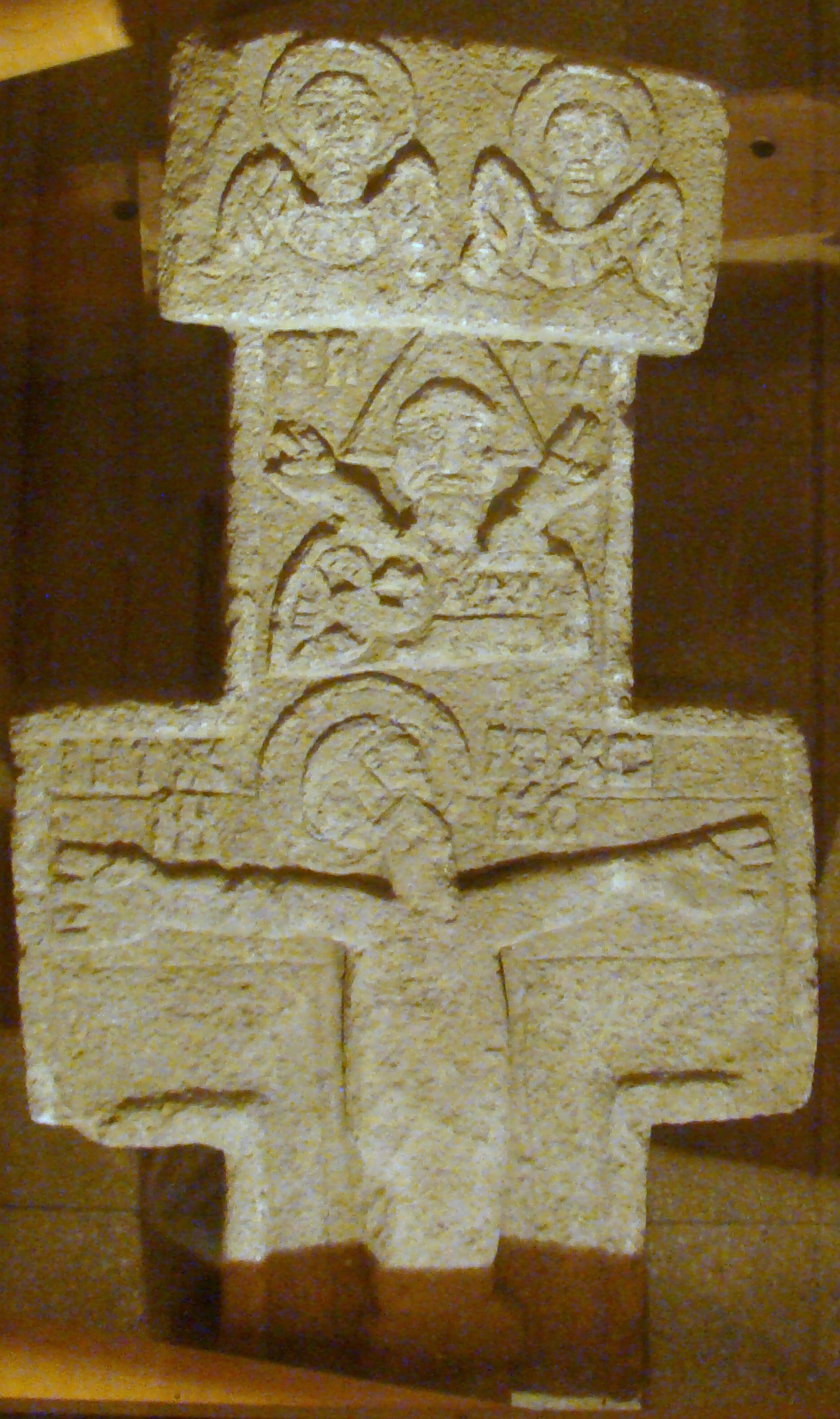
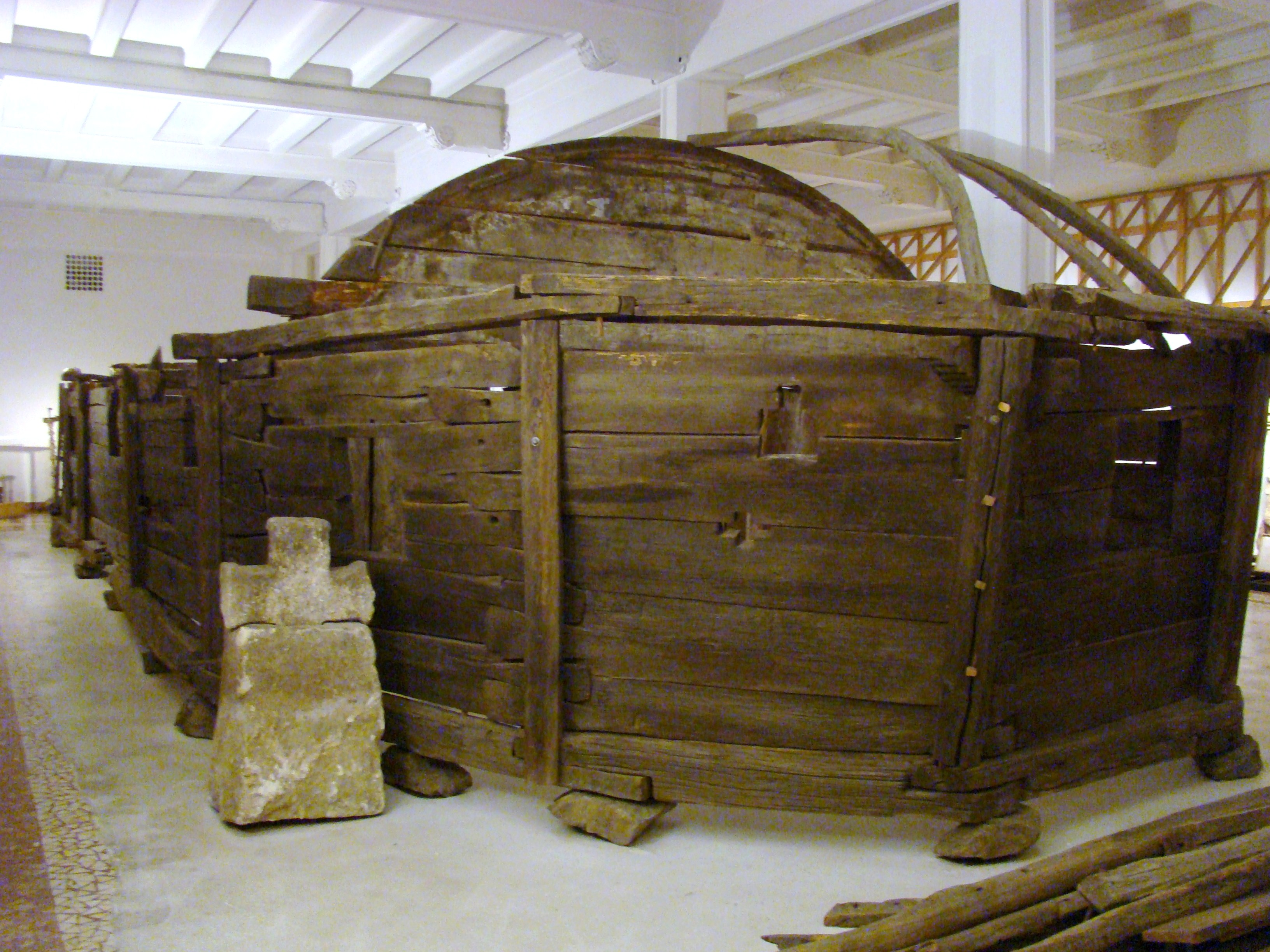
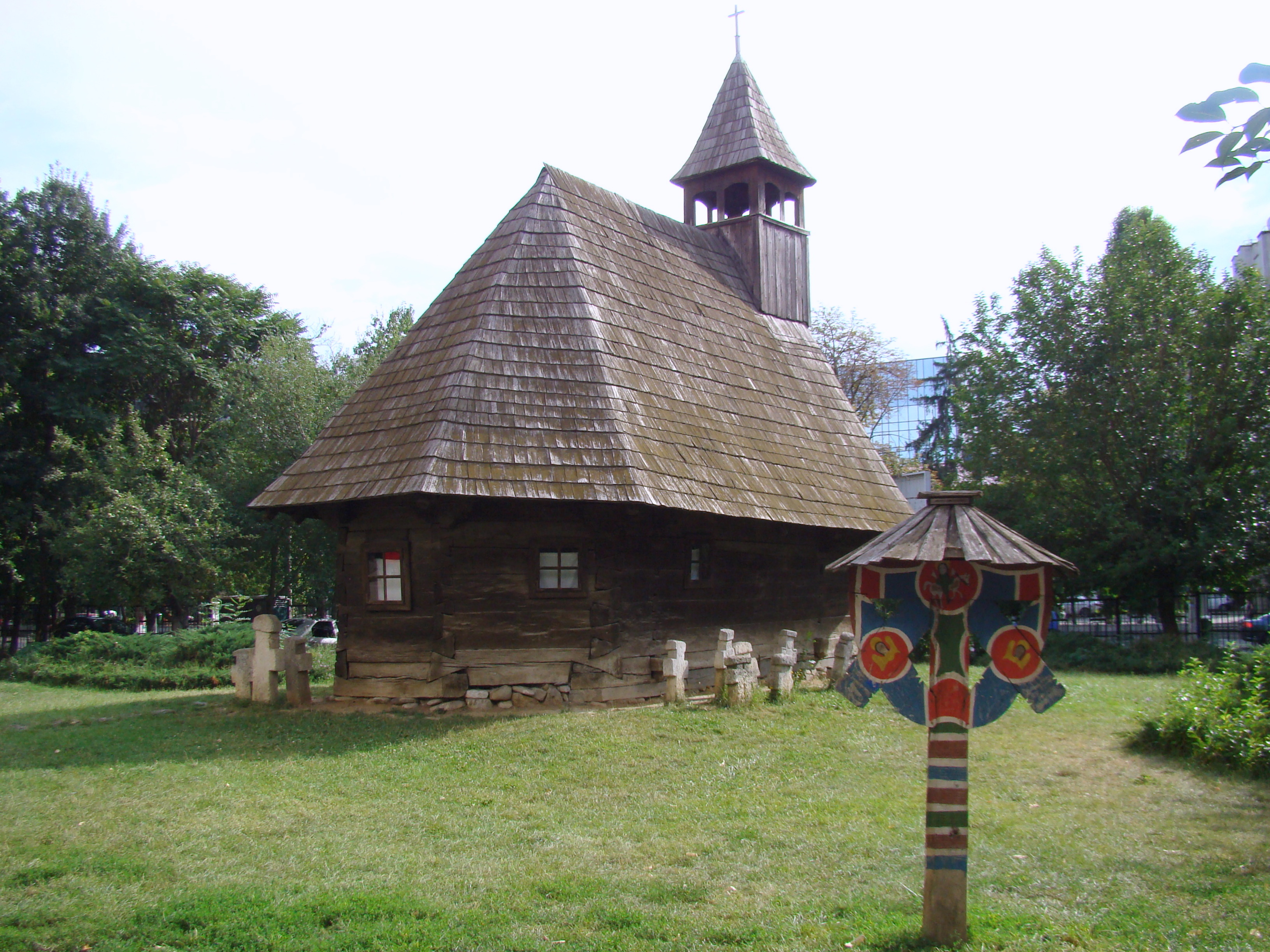

### Reportaje
- Ritualurile țărănești mor, obiceiurile plătite înfloresc, 6 februarie 2010, Andreea Dogar, Evenimentul zilei
- Comunismul "revine" în lumea satului, 5 februarie 2010, Andreea Dogar, Evenimentul zilei

### Video
- VIDEO Muzeul Taranului Roman